# برونو لوبيز (مجدف)
برونو لوبيز (بالإسبانية: Bruno López Rodríguez)‏ هو مجدف إسباني، ولد في 6 سبتمبر 1971 في كاستروبول في إسبانيا.

## وصلات خارجية
- برونو لوبيز على موقع الاتحاد الدولي للتجديف (الإنجليزية)
- برونو لوبيز على موقع أوليمبيديا (الإنجليزية)